# Вкус мёда (фильм)
«Вкус мёда» (англ. A Taste of Honey) — британский драматический фильм режиссёра Тони Ричардсона, вышедший в 1961 году. Экранизация одноимённой пьесы Шелы Делани.

## Сюжет
Неуклюжая, застенчивая семнадцатилетняя Джо живёт со своей безалаберной матерью-алкоголичкой Хелен. После конфликта с очередным кавалером матери Джо проводит ночь с чернокожим моряком, находящимся в коротком отпуске на берегу.
Когда Хелен уезжает с очередным любовником, оставив дочь одну, Джо находит себе работу и жильё. Она встречает робкого одинокого гомосексуала Джеффри и предлагает ему разделить с ней квартиру. Когда выясняется, что Джо забеременела от моряка, Джеффри заботился о ней и даже предлагает вступить в брак.
Однако их короткое счастье продолжается недолго: Хелен, чьи романтические надежды были в очередной раз разбиты, возвращается, выгоняет Джеффри и берёт заботу о дочери на себя.

## Актёрский состав
- Рита Ташингем — Джозефин («Джо»)
- Дора Брайан — Хелен
- Роберт Стивенс — Питер Смит
- Мюррей Мелвин — Джеффри Ингем
- Пол Данкуа — Джимми
- Майкл Билтон — арендодатель
- Марго Каннингем — жена арендодателя
- Хейзел Блирс и Стивен Блирс — дети с улицы